# Суперокеан

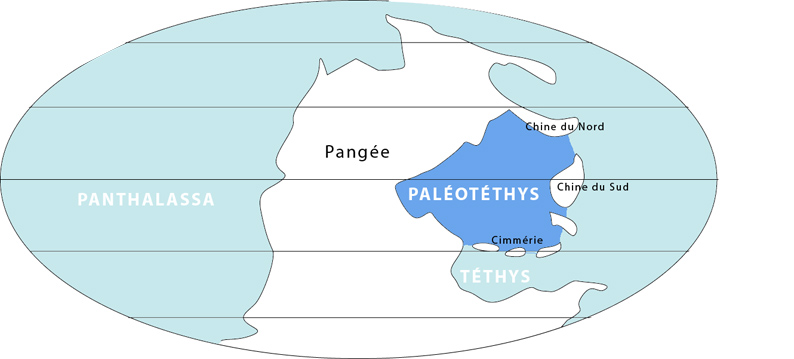
Океани в палеозої — Палеотетіс і Панталасса

Палеоокеан — термін, що описує кожен океан, який існував на Землі від початку її формування до утворення сучасних океанів. Океани, як і континенти і суперконтиненти, утворюються і трансформуються в результаті рухів літосферних плит, відповідно до теорії тектоніки плит.
У різні періоди історії Землі одночасно існувало кілька океанів. У періоди, коли на Землі був суперконтинент, він був оточений океаном, а коли суперконтинент розпався на частини, утворилося кілька океанів, як це відбувається зараз.

## Інтернет-ресурси
- Paleomap Project (англ.). Процитовано 21 квітня 2012.
- Paleoceanography (англ.). Процитовано 21 квітня 2012.